# Megasporoporia rhododendri
Megasporoporia rhododendri är en svampart som beskrevs av Y.C. Dai & Y.L. Wei 2004. Megasporoporia rhododendri ingår i släktet Megasporoporia och familjen Polyporaceae.   Inga underarter finns listade i Catalogue of Life.